# マクミラン出版社

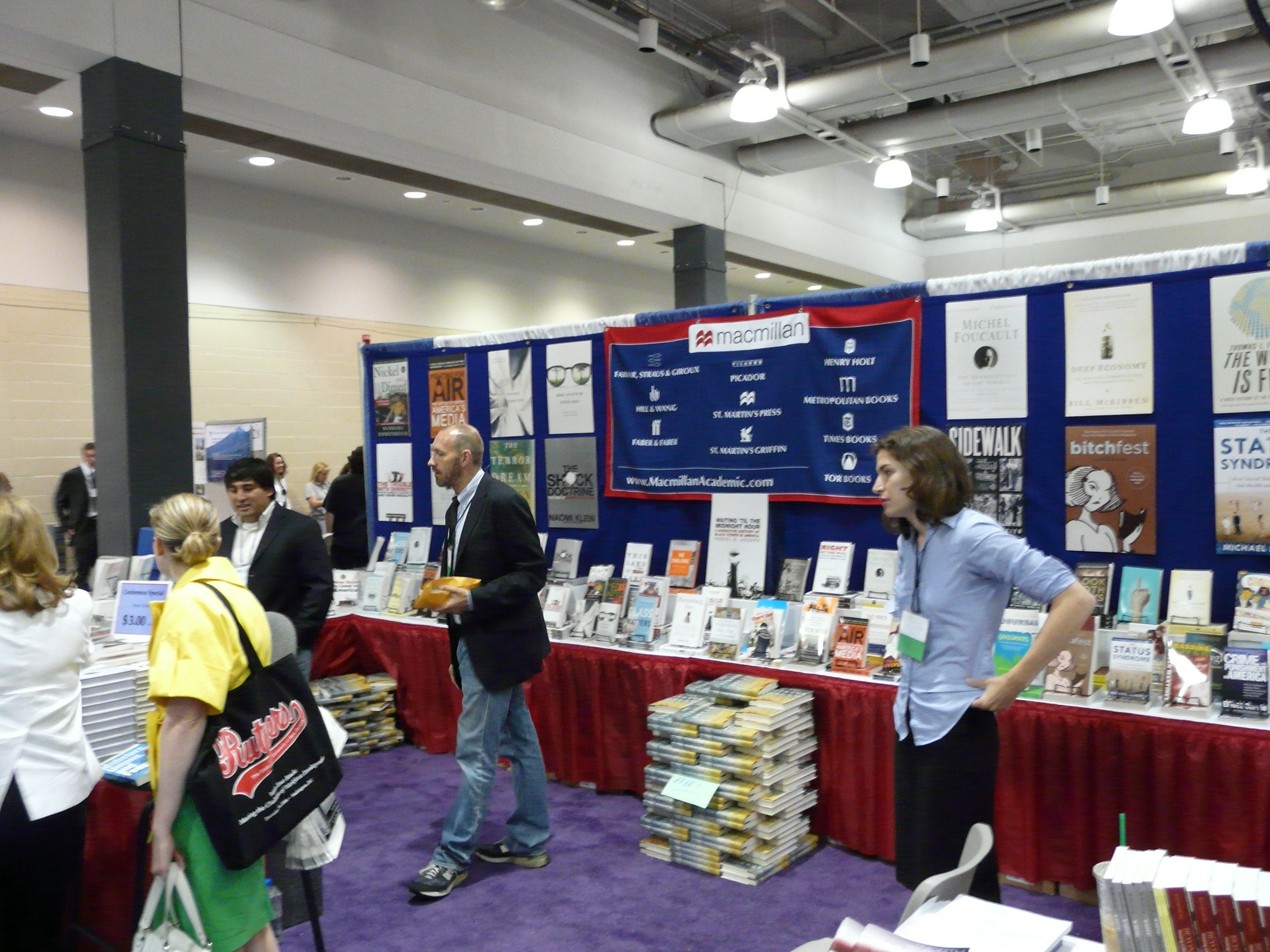
アメリカで開催された学会におけるマクミラン出版社の展示ブース

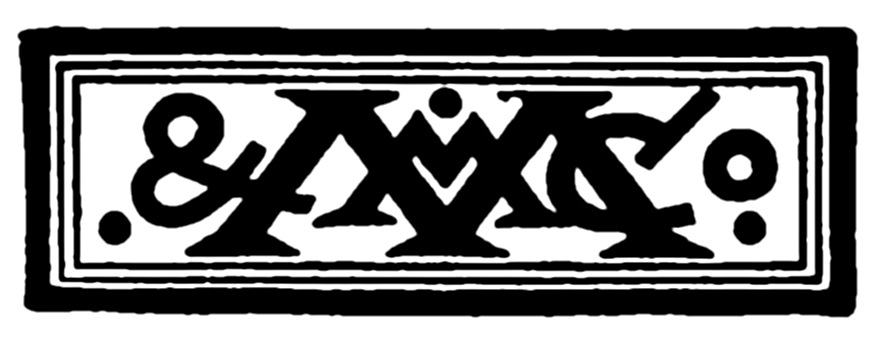
マクミランのロゴ（レズリー・スティーヴン『アレキサンダー・ポープ』 1880年 より）

マクミラン出版社（マクミランしゅっぱんしゃ、英語: Macmillan Publishers）は、イギリスの出版社。本社はロンドンにあり、世界各地に子会社・関連会社がある。

## 沿革
マクミラン出版社は、1843年にスコットランド出身のマクミラン兄弟（ダニエル・マクミランとアレクサンダー・マクミラン）が創業し、クリスティーナ・ロセッティ、ルイス・キャロル、アルフレッド・テニスン、トーマス・ハーディ、ラドヤード・キップリングなどの文学作品を出版している。文学以外では『ネイチャー』、『ニューグローヴ世界音楽大事典』などを発刊している。
同出版社はずっと独立系の出版社であったが、1995年にはドイツのメディアグループであるホルツブリンク出版グループ（en:Georg von Holtzbrinck Publishing Group）が株式の70パーセントを得て子会社化し、1999年には残りの株式もすべて得ている。

## アメリカ市場
同出版社はニューヨークに支店を開いたが、1896年には売却されてマクミラン会社（Macmillan Co.）として業務を続けた。しかし、1954年にはマクミラン出版社はアメリカ市場に再登場し、1964年にはハロルド・マクミランがイギリスの首相を退任後、1986年まで会長を務めた。1998年にピアソンがマクミラン会社を買い、それを2001年にホルツブリンク出版グループへ譲っている。

## 日本の関連会社
- マクミランランゲージハウス
- ネイチャー・ジャパン